# Mansaku Itami
Mansaku Itami (伊丹万作 Itami Mansaku?, n. 2 ianuarie 1900, Matsuyama, Japonia – d. 21 septembrie 1946, Kamigyō-ku⁠(d), Prefectura Kyoto, Japonia), pe numele său real Yoshitoyo Ikeuchi (池内義豊 Ikeuchi Yoshitoyo?), a fost un scenarist și regizor de film japonez cunoscut pentru reprezentarea critică și uneori satirică în filmele sale a societății feudale și moderne a Japoniei. Este tatăl regizorului Jūzō Itami.

## Biografie
Originar din Matsuyama, Mansaku Itami i-a cunoscut la colegiul din orașul natal pe Daisuke Itō, care avea să-l aducă mai târziu în lumea cinematografiei, și pe viitorul poet Kusatao Nakamura. Toți trei au înființat o revistă literară pentru amatori, intitulată Rakuten.
În 1920 Mansaku Itami și Daisuke Itō s-au stabilit la Tokyo și au împărțit același apartament. Itami a început să lucreze ca ilustrator de reviste. Doi ani mai târziu, el s-a întors la Matsuyama pentru a studia pictura. Neavând mijloace pentru a-și asigura existența, Mansaku Itami a realizat diverse activități care nu au avut însă succes: a deschis un restaurant și a înființat o trupă de actori ambulanți.
În 1927, întorcându-se dintr-o călătorie în Taiwan, Itami a fost găzduit de Daisuke Itō la Kyoto. Itō, el însuși regizor, l-a recomandat companiei de producție de filme Nikkatsu, iar Itami a scris primele sale scenarii. Începând de atunci, Mansaku Itami a lucrat în domeniul cinematografiei, colaborând în special cu regizorul Hiroshi Inagaki, care l-a stimulat să-și regizeze propriile filme.
În anul următor Itami s-a transferat la Chiezō Productions, compania de producție de filme a actorului Chiezō Kataoka, unde a debutat ca regizor cu filmul Adauchi Ruten. Primele filme ale lui Mansaku Itami l-au avut ca vedetă chiar pe Chiezō Kataoka, pentru care el a creat personaje istorice mai obișnuite și mai umane, precum protagonistul filmului Spionul Akanichi Kakita (realizat după o povestire a lui Naoya Shiga) care suferă de o boală de stomac și preferă să se joace cu pisica în loc să lupte cu sabia. Creațiile sale au fost lăudate de criticul de film Fuyuhiko Kitagawa (1900-1990). În anii 1930 Mansaku Itami, un mare iubitor al cinematografiei occidentale, a contribuit la reînnoirea genului filmului istoric japonez (jidaigeki). Filmele istorice ale lui Itami se abat de la normele genului, nefiind niște creații epice eroice, ci mai degrabă comedii satirice, care, folosind simbolurile culturii samurailor, oferă o abordare critică atât a societății feudale, cât și a societății moderne. Această abordare critică i-a adus uneori neplăceri, iar filmul său Atacatorii de noapte (Yamiuchi tosei) din 1932 a fost atât de tăiat de cenzură, încât recepția publicului și a criticilor a fost slabă, deoarece intriga devenise neinteligibilă spre marea disperare a lui Itami care investise mult în acest film. Atacatorii de noapte prezintă povestea unui samurai care, la sfârșitul erei feudale, participă la acțiunile de modernizare a țării, dar trebuie să se confrunte cu roninii angajați de un senior local pentru a zdrobi mișcarea.
În 1937 Mansaku Itami a participat, alături de regizorul german Arnold Fanck, la realizarea primeia dintre cele două coproducții cinematografice germano-japoneze, având-o în rolul principal pe tânăra Setsuko Hara. Fanck și Itami s-au certat adesea în timpul filmărilor. Au rezultat două versiuni separate ale filmului, Fiica samuraiului (Die Tochter des Samurai) în versiunea germană și Pământ nou (Atarashiki tsuchi) în versiunea japoneză. Itami se va transfera apoi prin 1938 la compania de producție Photo Chemical Laboratories, care va fi încorporată ulterior în cadrul companiei Toho Studios.
În 1938, după ce s-a îmbolnăvit de tuberculoză, Itami a fost nevoit să părăsească platourile de filmare, ultima sa producție regizată fiind La Légende du géant (Kyojin-den), o adaptare a romanului Mizerabilii, dar a continuat să scrie scenarii și eseuri teoretice și critice pe teme cinematografice. În clinica unde era internat, l-a luat sub protecția sa pe Shinobu Hashimoto, un ucenic scenarist, de asemenea, bolnav, care va scrie ulterior scenariul filmului Rashōmon (1950) pentru Akira Kurosawa. Hashimoto l-a recunoscut ulterior pe Itami ca învățător al său și a susținut că Akira Kurosawa, care era atunci regizor asistent, l-a respectat. Itami a citit scenariul A German at the Daruma Temple al lui Kurosawa și a prevăzut că tânărul cineast va ajunge un nume mare în industria cinematografică japoneză.  Având o sănătate fragilă, Mansaku Itami a murit de tuberculoză în 1946 la Kyoto, la vârsta de 46 de ani.
Mansaku Itami a scris 30 de scenarii și a regizat 22 de filme. Popularitatea scenariilor săi a fost durabilă, iar Itami a fost menționat ca scenarist în filmul Kokushi musō din 1986, un remake al filmului său omonim din 1932. Puține filme regizate de el s-au mai păstrat. Au rămas doar șase filme sonore: Tânărul capricios (Sengoku Kitan: Kimagure kaja, 1935), Spionul Akanichi Kakita (Akanichi Kakita, 1936), Gonya și Sukeju (Gonza to Sukejū, 1937), Țara natală (Kyoko, 1937), Pământ nou (Atarashiki tsuchi, 1937) și Legenda gigantului (Kyojin-den, 1938). Dintre filmele mute pe care le-a regizat s-au mai păstrat doar câteva fragmente din Incomparabilul patriot (Kokushi musō, 1932).

## Familie
Fiul său, Yoshihiro Ikeuchi, care și-a schimbat ulterior numele în Jūzō Itami, a călcat pe urmele tatălui său și a devenit unul dintre cineaștii japonezi importanți de la sfârșitul secolului al XX-lea. Fiica sa, Yukari, s-a căsătorit cu Kenzaburō Ōe, un romancier japonez laureat al premiului Nobel. Ōe a editat o colecția a eseurilor scrise de socrul său.
Mansaku Itami este tatăl actorului și regizorului .

## Filmografie
Dacă nu se indică altfel, titlurile în limba franceză provin din filmografia lui Mansaku Itami inclusă în cartea Le Cinéma Japonais a lui Tadao Satō.
- 1928: Un flot de vengeance (仇討流転 Katakiuchi ruten?)

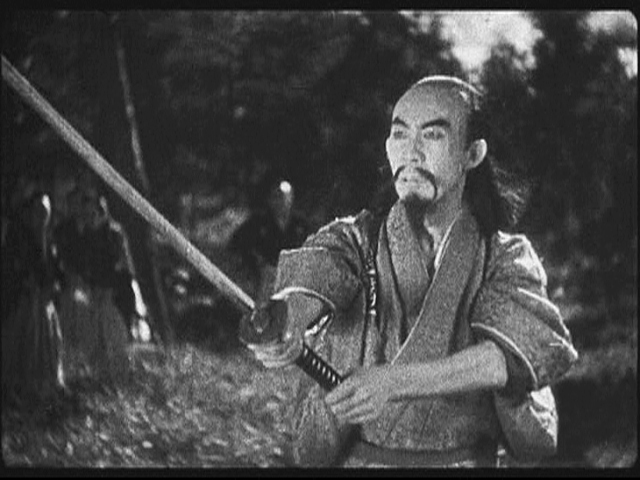
L'Incomparable Patriote (1932)

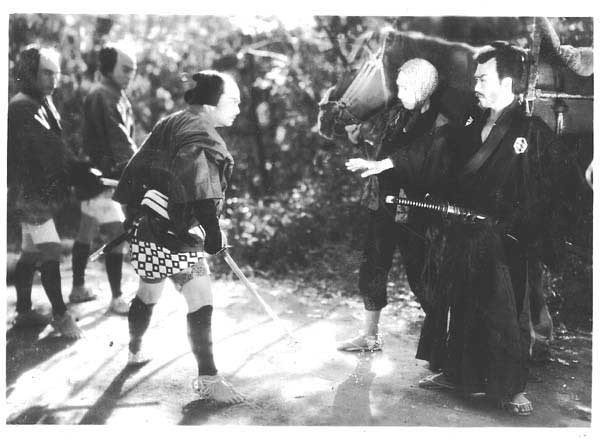
Chuji se fait un nom (1935)

- 1928: Élégie de l'enfer I (続万花地獄 第一篇 Zoku banka jigoku : Daiippen?)
- 1930: Au-delà de la brise printanière (春風の彼方へ Harukaze no kanata he?)
- 1930: L'Apparition de Genji Kozō (源氏小僧出現 Genji Kozō shutsugen?)
- 1930: Kodenji en fuite (逃げ行く小伝次 Nigeyuku Kodenji?)
- 1931: La Réapparition de Genji Kozō (御存知源氏小僧 Gozonji Genji Kozō?)
- 1931: Chikaratarō cousu d'or (金的力太郎 Kinteki Chikaratarō?)
- 1931: Feux d'artifice (花火 Hanabi?)
- 1932: L'Incomparable Patriote (国士無双 Kokushi musō?)
- 1932: Attaquants de nuit (闇討渡世 Yamiuchi tosei?)
- 1932: Tatsuji, affûteur de sabres (研辰の討たれ Tokitatsu no utare?)
- 1933: Le Flambeur tatoué (刺青奇偶 Horimono kigū?)
- 1934: Cadeau d'un voyageur à Kiso (渡鳥木曾土産 Wataridori Kiso miyage?)
- 1934: Grand Combat (武道大鑑 Budo taikan?)
- 1934: Les 47 loyaux serviteurs (忠臣蔵 刃傷篇 復讐篇 Chūshingura Ninjō-hen : Fukushū-hen?)
- 1935: Le Jeune Homme capricieux (戦国奇譚 気まぐれ冠者 Sengoku kitan : Kimagure kaja?)
- 1935: Chuji se fait un nom (忠次売出す Chūji uridasu?)
- 1936: L'Espion Akanichi Kakita (赤西蠣太 Akanichi Kakita?)
- 1937: Gonza et Sukejū (権三と助十 Gonza to Sukejū?)
- 1937: Pays natal (故郷 Kyoko?)
- 1937: La Nouvelle Terre (新しき土 Atarashiki tsuchi?)
- 1938: La Légende du géant (巨人伝 Kyojin-den?), adaptare a romanului Mizerabilii

## Scenarii (listă parțială)

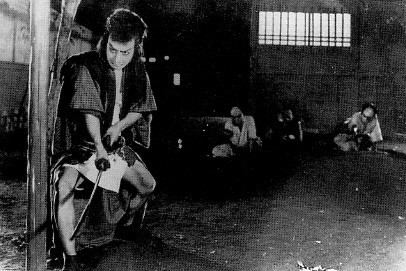
Le Joueur errant (1928)

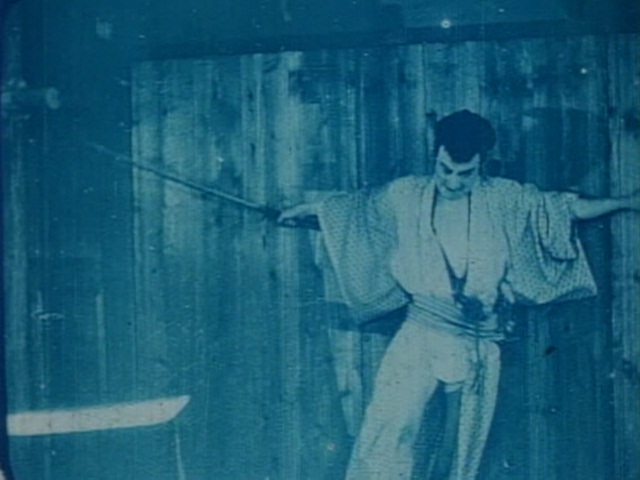
Feux d'artifice (1931)

- 1928: Le Joueur errant (放浪三昧 Hōrō zanmai?), regizat de Hiroshi Inagaki
- 1931: Feux d'artifice (花火 Hanabi?), regizat tot de Mansaku Itami
- 1935: Le Jeune Homme capricieux (戦国奇譚 気まぐれ冠者 Sengoku kitan: Kimagure kaja?), regizat tot de Mansaku Itami
- 1936: L'Espion Akanichi Kakita (赤西蠣太 Akanichi Kakita?), regizat tot de Mansaku Itami
- 1937: Gonza et Sukejū (権三と助十 Gonza to Sukejū?), regizat tot de Mansaku Itami
- 1938: La Légende du géant (巨人伝 Kyojin-den?), regizat tot de Mansaku Itami, adaptare a romanului Mizerabilii
- 1943: Omul cu ricșa (無法松の一生 Muhōmatsu no isshō?), regizat de Hiroshi Inagaki
- 1948: Main dans la main, les enfants (手をつなぐ子等 Te o tsunagu kora?), regizat de Hiroshi Inagaki
- 1950: Profession garde du corps (俺は用心棒 Orewa yojimbo?), regizat de Hiroshi Inagaki
- 1958: Omul cu ricșa (無法松の一生 Muhōmatsu no isshō?), remake al filmului din 1943, regizat de Hiroshi Inagaki[14]
- 1965: Omul cu ricșa (無法松の一生 Muhōmatsu no isshō?), remake al filmului din 1943, regizat de Kenji Misumi

## Legături externe
- Mansaku Itami la Internet Movie Database
- 伊丹万作 (Mansaku Itami) pe Japanese Movie Database
- ja  Itami Mansaku pe site-ul Aozora Bunko
- Mormântul lui Mansaku Itami